# Galvorn
Galvorn es una banda de Black Metal Sinfónico/Metal Gótico de Santa Cruz, Bolivia.

## Biografía
Galvorn nace como "Sugar Suicide" en Santa Cruz de la Sierra, Bolivia, en marzo de 2004. Dos días después de su primer ensayo ya se encuentran en un escenario tocando en un tribuo a Sepultura con una respuesta muy salvaje y acogedora del público. La banda presenta dos covers de Sepultura y un tema propio sin título (luego se llamaría "El reino de la muerte", incluido en el compilado local Rock Camba 2).
Luego de un par de conciertos, composiciones nuevas y varios cambios de formación, la banda participa del festival Santa Cruz Rock III, ganando el premio a Mejor Banda y Mejor Vocalista.
El premio a la mejor banda consistía de la grabación de 8 temas en un estudio, el cual fue grabado por el baterista Manuel Soruco (toda la instrumentación) y Daniel Moreno (voces) debido a la falta de interés de los otros músicos. Este es el último cambio de formación que sufre la banda: Del sexteto que ganó el festival solo quedan Manuel en instrumentación y Daniel Moreno en voces. 
Luego de grabar en el estudio y al no estar satisfechos con el trabajo del mismo, el entonces baterista Manuel Soruco decide tomar las riendas de la producción, y graban de nuevo la mayoría del disco en su Home Studio.
El resultado ve la luz en julio de 2005 bajo el nuevo nombre: Galvorn. El disco se llama "Legado de Oscuridad" y sale tan solo una semana antes de que Manuel vaya a Argentina a estudiar Producción Musical.
Poco tiempo después sale el compilado nacional Bolivia Rock Vol.1, en el que Galvorn participa con el tema Lothlorien Pt.2.
Desde entonces han estado trabajando a distancia en su disco debut (ya que ellos consideran "Legado..." más un demo que un disco).
El debut de larga duración (aun sin título), será la primera parte de una trilogía de discos conceptuales basados en el pasado, presente y futuro de Latinoamérica, y contara con la participación de una orquesta sinfónica de 80 músicos, al igual que un coro y una orquesta chiquitanos. Tiene una fecha de lanzamiento estimada a finales del 2008.

## Integrantes
- Manuel Soruco - Batería, Bajo, Guitarra, Teclados. - (2004 - Actualidad)

Rol Creativo: Composición, Orquestación, Producción.
- Daniel Moreno - Voces. - (2004 - Actualidad)

Rol Creativo: Dirección de Video, Letras e Historias.

## Discografía

### "Legado de Oscuridad" (Demo - 2005)
1. Feawen
2. El valle de las animas
3. Lacrimarium
4. El suicidio del ángel
5. Anorien
6. Lothlorien Pt.1
7. Lothlorien Pt.2
8. Lothlorien Pt.3

- Manuel Soruco: Batería, Bajo, Guitarra, Teclados
- Daniel Moreno: Voces
- Producido, Mezclado y Masterizado por Manuel Soruco

### "Rock Camba 2" (Compilado - 2004)
```
12.  Sugar Suicide - El reino de la muerte
```

- Daniel Moreno: Voces
- Manuel Soruco: Batería
- Eddy Peña: Guitarra
- Alejandro Céspedes: Bajo

### "Bolivia Rock Vol.1" (Compilado - 2005)
17.  Galvorn - Lothlorien Pt.2
- Manuel Soruco: Batería, Bajo, Guitarra, Teclados
- Daniel Moreno: Voces
- Producido, Mezclado y Masterizado por Manuel Soruco